# برايان ويست (موسيقي)
برايان ويست هو موسيقي ومنتج أسطوانات وملحن وكاتب أغاني كندي، ولد في 12 مارس 1971 في سارنيا في كندا.